# Mon armée
Mon armée (en russe : Армия моя, Armia moïa) est une chanson soviétique composée par Alexandre Abramov sur les paroles de Raphaël Plaksine en 1970. Ce chant a notamment été interprété par les Chœurs de l'Armée rouge Alexandrov avec Piotr Bogatchiov et Sergueï Ivanov. 

## Signification
Cette chanson met en valeur la puissance de l'Armée rouge et le dévouement, l'amour et la loyauté du soldat pour celle-ci. 